# フランス領ギニア
フランス領ギニア (フランス語: Guinée française) は、西アフリカに存在したフランスの植民地である。その国境は時間の経過とともに変更されたが、1958年には現在の独立国家ギニアの国境となった。
フランス領ギニアは、1891年にフランスによって、リヴィエール・デュ・シュッド (1882～1891 年) として知られる以前の植民地と同じ国境内に設立された。 1882年以前は、フランス領ギニアの沿岸部はフランス領セネガルのフランス植民地の一部だった。
1891年、リヴィエール・デュ・シュッドはダカールの植民地副総督の下に置かれ、副総督はポルトノボ (現在のベナン)まで東のフランス領の沿岸地域に対する権限を持っていた。 1894年、リヴィエール・デュ・シュッド、コートジボワール、ダホメは「独立」植民地に分類され、リヴィエール・デュ・シュッドはフランス領ギニア植民地に改名された。 1895年、フランス領ギニアはいくつかの従属植民地の1つとなり、その総督はダカールの総督に直属する数名の副総督のうちの1人となった。 1904年、この植民地連合はフランス領西アフリカとして正式に成立した。 フランス領ギニア、セネガル、ダホメ、コートジボワール、上セネガル及びニジェールはそれぞれダカールの総督の下に副総督が統治していた。

## 歴史
ギニアは1958年までフランスの統治下にあった。1958年にシャルル・ド・ゴール憲法に対する有権者の拒否を受け、1958年にフランスから独立した。当時、フランス領ギニアは新憲法を拒否した唯一の植民地だった。 フランス領ギニアは現在のギニアとなり、フランス語を公用語として維持した。